# Saukville (Wisconsin)
Saukville es una villa ubicada en el condado de Ozaukee en el estado estadounidense de Wisconsin. En el Censo de 2010 tenía una población de 4.451 habitantes y una densidad poblacional de 446,49 personas por km².

## Geografía
Saukville se encuentra ubicada en las coordenadas 43°23′20″N 87°56′38″O / 43.38889, -87.94389. Según la Oficina del Censo de los Estados Unidos, Saukville tiene una superficie total de 9.97 km², de la cual 9.84 km² corresponden a tierra firme y (1.33%) 0.13 km² es agua.

## Demografía
Según el censo de 2010, había 4.451 personas residiendo en Saukville. La densidad de población era de 446,49 hab./km². De los 4.451 habitantes, Saukville estaba compuesto por el 96% blancos, el 0.7% eran afroamericanos, el 0.4% eran amerindios, el 0.72% eran asiáticos, el 0.02% eran isleños del Pacífico, el 0.56% eran de otras razas y el 1.6% pertenecían a dos o más razas. Del total de la población el 2.94% eran hispanos o latinos de cualquier raza.